# Laoponia pseudosaetosa
Espèce
Laoponia pseudosaetosa est une espèce d'araignées aranéomorphes de la famille des Caponiidae.

## Distribution
Cette espèce est endémique de la province de Vĩnh Phúc au Viêt Nam,.

## Description
Le mâle holotype mesure 3,70 mm.

## Publication originale
- Liu, Li & Pham, 2010 : Caponiidae (Arachnida, Araneae), a newly recorded family from Vietnam. Acta Zootaxonomica Sinica, vol. 35, no 1, p. 20-26.